# تندرلو (تکاب)
تندرلو یک منطقهٔ مسکونی در ایران است که در استان آذربایجان غربی واقع شده‌است. براساس سرشماری مرکز آمار ایران در سال ۱۳۹۵، تندرلو ۵۸ نفر جمعیت دارد.